# Christophe Berra
Christophe Michael Berra (Edimburgo. 31 de janeiro de 1985) é um futebolista
escocês.